# 高田正純
高田 正純（たかだ まさずみ、1935年 -　）は、日本のジャーナリスト、翻訳家。
東京生まれ。早稲田大学卒業。ハイテク新製品やトレンドを取材して世界各地を取材する情報通信ジャーナリスト。

## 著書
- 『事実を見抜く英語戦略』（PHP研究所） 1981
- 『2001Words 英字新聞・雑誌に出る単語はこれだ! 現代情報を英語でとるための辞書』（PHP研究所） 1983
- 『最新英語情報辞典』（堀内克明共編、小学館） 1983
- 『データベースを使いこなす 英語でとる世界情報』（講談社） 1985
- 『現代情報英語ハンドブック 英字新聞・雑誌を読むための辞書』（PHP研究所） 1986
- 『「電子情報人間」のすすめ 書斎でできるデジタル・ライフの方法』（PHP研究所） 1986
- 『人間ネットワーキング万歳「電子情報村」の365日』（講談社） 1987
- 『ラップトップを使いこなす 移動情報基地づくりマニュアル』（プレジデント社） 1989
- 『ラップトップかかえて世界一周 国際派ネットワーカーの冒険』（早川書房） 1991
- 『PC-VANエスカルゴ紀行 パソコン通信(グローバル・ビレッジ・ダイジェスト)』（電波新聞社） 1992
- 『海図のない旅情報ひとり旅 ハイテク新時代の地球を歩く』（日本工業新聞社） 1994

## 翻訳
- 『アンデスの聖餐 人肉で生き残った16人の若者』（クレイ・ブレアJr.、早川書房） 1973、のち文庫
- 『オイル・パワー 中東の石油王国』（レナード・モズレー、早川書房） 1974、のち文庫
- 『キッシンジャーの道』上・下（マービン＆バーナード・カルブ、徳間書店） 1974 - 1975
- 『29番目の殺人』（ジョーイ, ディブ・フィッシャー、早川書房） 1974
- 『殺人者の自伝 組織犯罪の25年』（ジョーイ、早川書房） 1976、のち改題『殺し屋ジョーイ2』（ハヤカワ文庫）
- 『1974年 弾劾の夏』（ジミー・ブレズリン、新潮社） 1976
- 『大統領誘拐』（チャールズ・テンプルトン、ベストセラーズ） 1976
- 『ロシア人』（ヘドリック・スミス、時事通信社） 1978
- 『ロバート・レッドフォード アウトローの道を行く』（ロバート・レッドフォード、ジョナサン・ブレア写真、評論社） 1979
- 『ホワイトハウス発UPI 素顔の大統領』（ヘレン・トマス、新潮社） 1980
- 『アメリカを撃った男 オズワルドの謎』（エドワード・J・エプスタイン、早川書房） 1981